# Аканту
Аканту̀ (на гръцки: Ακανθού; на турски: Tatlısu) е село в Кипър, окръг Фамагуста. Според статистическата служба на Северен Кипър през 2011 г. селото има 1459 жители.
Де факто е под контрола на непризнатата Севернокипърска турска република.